# Libéralisation du commerce des grains sous l'Ancien Régime

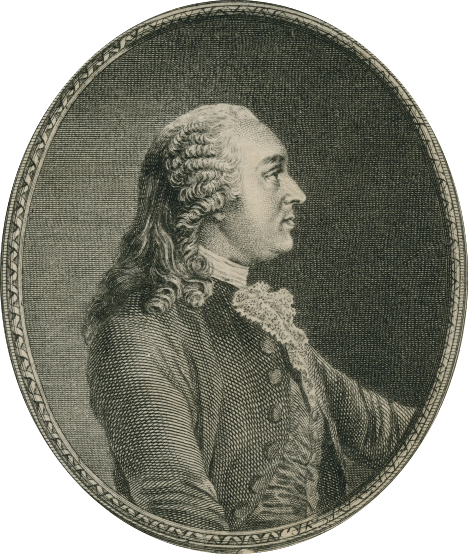
Turgot, acteur de la libéralisation du commerce des grains sous l'Ancien Régime.

La libéralisation du commerce des grains sous l'Ancien Régime est une politique économique menée en France à partir de 1763 qui visait la libre circulation des denrées. Aboutissement politique du développement de la pensée des Physiocrates, c'est l'une des premières tentatives de libéralisation de l'économie française, comparable à celles menées en Angleterre, en Espagne ou en Toscane à la même époque.

## Contexte
Durant l’Ancien régime, le grain est la base de l’alimentation de la paysannerie et la sécurité alimentaire se trouve au cœur de la relation entre le Roi et sa population. C’est donc la responsabilité du Roi et de son gouvernement d’encadrer le commerce du grain et de veiller à l'équilibre national et local entre demande et offre.
Néanmoins, le XVIIIe siècle voit le développement d'idées libérales et, en particulier, celle de transférer les engagements économiques de l’État aux mains du marché. L’espoir théorique des Physiocrates en supprimant la réglementation des prix et en supprimant les privilèges commerciaux était d'activer une concurrence qui ferait baisser le prix du grain et améliorer sa distribution.
En 1763, la Guerre de Sept Ans vient seulement de s’achever.

## Choiseul (1763)
C’est Choiseul, proche des physiocrates et premier ministre de Louis XV qui rend la déclaration royale du 25 mai 1763 qui autorise la libre circulation des denrées d'une province à l'autre, bientôt complétée par un édit de juillet 1764 autorisant de surcroît l'exportation.

### Les effets
La libéralisation du marché rend les spéculateurs libres d'exporter le grain vers des pays où il se vendra plus cher, quitte à ce qu'il n'y en ait plus assez dans le pays et remplace l'obligation morale de l'État par les vertus du marché.
Cette libéralisation ferait baisser le prix du grain et améliorer sa distribution. Les propriétaires achètent le grain à bon prix dans des régions où il abonde et le revendent dans les régions qui en manquent. Ces comportements ont pour effet de baisser le prix du grain, lequel est reporté sur le prix du pain.

### Les circonstances
Les prix augmentent d’autant plus que le grain est rare : une famine désole la France durant les années 1767-1769. Les plus pauvres ne peuvent plus se nourrir. Le pacte implicite entre le roi et la population, qui exigeait du Roi de veiller à la sécurité de ses sujets et à leur approvisionnement en denrées, est considéré comme rompu. Une grande agitation s'ensuit.

### Abrogation (1770)
Au bout de six ans de troubles et d'émeutes frumentaires, à la suite d'un rapport du contrôleur général des finances Joseph Marie Terray, les mesures de Choiseul sont abrogées par l'arrêt du Conseil d’État du 28 mai 1770. Choiseul est disgracié.

## Turgot (1774)
Remplaçant Terray en août 1774, Turgot, également proche des physiocrates, est nommé ministre des finances. Son édit du 13 septembre 1774, peu à peu complété par d'autres arrêts, restaure la déclaration de 1763. La liberté du commerce des grains devient quasi complète à l'intérieur du royaume, et il est en projet de restaurer jusqu’à l'édit de 1764 autorisant l’exportation. Le raisonnement est simple : les années ou les régions qui auront connu de bonnes récoltes permettront de créer des réserves qui seront utiles dans les mauvaises années ou aux régions dont la récolte aura été insuffisante. Le stockage et le transport sont donc encouragés, contre l'avis des réglementaristes, qui veulent lutter contre l'accaparement et la spéculation. De l'expérience menée par Choiseul, Turgot a retenu qu'il est indispensable d'anticiper une éventuelle disette en cas de mauvaise récolte et de cherté des produits céréaliers. Si la situation l'exige, l'État organisera donc des ateliers de charité, grâce auxquels les ouvriers qui auront perdu leur travail, faute de grains à broyer, trier ou nettoyer, pourront, même avec un salaire modeste, continuer à se nourrir et à acheter, ce qui évitera les troubles publics et l'arrêt ou le ralentissement brutal de l'économie. Ces ateliers sont pour Turgot « non pas une forme d'assistance humanitaire conçue isolément, mais un des instruments de la politique céréalière. C'est la partie la plus contestable de son système ». 
Le stockage et le transport des grains doivent, dans l'esprit du ministre, être aussi à l'avantage des producteurs. Les profits de ces derniers diminuent en effet dans deux cas de figure : une très faible production, qui entraîne une hausse des prix sans que celle-ci compense celle-là, et une production très élevée, qui entraîne une baisse des prix sans que celle-là compense celle-ci. Dans le premier cas, les stocks seront mobilisés afin de faire tomber les prix ; dans le second cas, le transport vers les régions souffrant de la pénurie résoudra le problème de la surproduction — que Turgot appelle, par un bel oxymore, la « misère de la surabondance » —, et permettra de vendre un peu plus cher. Les exploitants ont donc un intérêt à réguler leur production et à fixer des tarifs raisonnables. L'édit s'inscrit aussi dans une politique économique globale : production céréalière et prix des grains jouent sur l'évolution des salaires, ces derniers baissant automatiquement dans les deux cas de figure évoqués plus haut. Par la libéralisation du commerce des grains, Turgot ne cherche pas moins qu'à donner à la France les moyens de la prospérité générale.

### Circonstances
Cette deuxième tentative coïncide avec les mauvaises récoltes, en 1774 et en 1775. Lors de la soudure du printemps 1775, les réserves de céréales s'épuisent alors que les nouvelles récoltes ne sont pas encore engrangées. Le prix des grains s'élève au point que les plus pauvres ne peuvent plus s'en procurer. La famine frappe à nouveau et les classes populaires dénoncent à nouveau un « pacte de famine ». S'ensuivent une agitation populaire importante et de nouvelles émeutes dites « guerre des farines », d'avril à mai 1775.
L'ordre est rétabli par la répression et par un approvisionnement direct organisé par l’Etat.
L'idée de libéralisation du commerce des grains était à nouveau discréditée et Turgot, forcé de rétablir le contrôle des prix du grain, oblige les propriétaires de stocks à vendre leur grain à prix imposés. Son édit est abrogé en 1776.

## Loménie de Brienne (1787)
Loménie de Brienne prend ses fonctions en 1787 et fait passer dès juin 1787 une loi libéralisant à nouveau le commerce du grain. Cette nouvelle tentative ne produit pas de meilleurs résultats et apporte les mêmes conséquences économiques et sociales.
Elle est, à son tour, partiellement annulée par son successeur, Jacques Necker qui avait publié en 1775 contre les physiocrates un ouvrage fameux intitulé Sur la législation et le commerce des grains (Pissot, 236 et 184 pages). L'arrêt du Conseil d’État du 7 septembre 1788 interdit l'exportation de grain et l'arrêt du 23 novembre 1788 subventionne même l'importation de blé des États-Unis.

## Émeutes d'octobre 1789
Sous la pression du gouvernement britannique qui, selon le ministre des Affaires étrangères Montmorin et le comte de La Luzerne, son ambassadeur à Londres, cherchait à fomenter des troubles en France, le duc d'Orléans fit procéder à d’importants achats spéculatifs de blé qui, avec la disette de 1789, déclenchèrent les premières émeutes et particulièrement les journées des 5 et 6 octobre 1789. Dans cette affaire, le gouvernement de William Pitt le Jeune joua un rôle essentiel : c’est la banque britannique Turnbull et Forbes qui solda au nom du gouvernement britannique, auprès de la Municipalité de Paris, les acquisitions de blé à destination de l'Angleterre.

## La Convention (1793)
La Convention adopta en 1793 une loi interdisant la spéculation sur les denrées essentielles et participa à faire taire la rumeur du pacte de famine.

## Débats
Des débats entre économistes et intellectuels ponctuèrent ces tentatives de libéralisation du commerce des grains. Morellet, Mirabeau, Du Pont de Nemours, Mercier de la Rivière, Le Trosne et d'autres prirent part aux polémiques.
Ferdinando Galiani résume ainsi la tension entre les deux approches de la question.

« Le bled peut être regardé comme une production du sol, et sous cette vue il appartient au commerce et à la législation économique. Ensuite, il peut et doit être regardé comme la matière de première nécessité et le premier soin dans l'ordre civil des sociétés, et sous ce point de vue il appartient à la politique et à la raison d'État. »

— Galiani, Dialogues sur le commerce des blés, 1770, 2e dialogue.

### Le Pacte de famine
En 1768, Le Prévost de Beaumont croit pouvoir dénoncer devant le Parlement de Normandie un « pacte de famine », soit la constitution d'un monopole de fait sur le grain et l'enrichissement de hauts fonctionnaires. Bien que non étayée, la formule fut reprise et alimenta l'idée de la responsabilité directe des « accapareurs » pour les famines qui frappèrent la France dans les années 1767-1769, 1775-1778 et 1788-1789. Le Prévost de Beaumont fut emprisonné pendant 22 ans.

#### Sources duXVIIIesiècle
- Pierre-Joseph-André Roubaud, Représentation aux magistrats, contenant l’exposition raisonnée des faits relatifs à la liberté du commerce des grains, et les résultats respectifs des Règlements et de la liberté, 1769.
- [Galiani 1770] Ferdinando Galiani, Dialogues sur le commerce des blés, Paris, janvier 1770.
- Pierre-Joseph-André Roubaud, Récréations économiques, ou Lettres de l'auteur des "Représentations aux magistrats" à M. le Chevalier Zanobi, principal interlocuteur des Dialogues sur le commerce des blés, A Amsterdam et se trouve à Paris, Delalain, Lacombe, 1770. Compte rendu dans le Mercure de France, juin 1770, p. 118.

- [Turgot 1771] Anne Robert Jacques Turgot, « Lettres [adressées au contrôleur général des finances l’abbé Terray] sur la liberté du commerce des grains », dans Œuvres de Turgot, t. 1, Guillaumin, coll. « des Principes économiques », 1771 (présentation en ligne).
- [Condorcet 1774] Nicolas de Condorcet, Lettres sur le commerce des grains, Paris, Couturier Père, 1774.
- [Morellet 1774] André Morellet, Réfutation des Dialogues de l'abbé Galliani sur le commerce des blés, 1774.
- [Necker 1775] Jacques Necker, Sur la législation et le commerce des grains (dans Mélanges d'économie politique, t. 2), Paris, Pissot, 1775, 2e éd., sur books.google.fr (lire en ligne), p. 203-358 (précédé d'une « Notice sur Necker » p. 205-210).

#### Documents ultérieurs
(par ordre chronologique)
- [Molinari 1855] Gustave de Molinari, Conversations familières sur le commerce des grains, Paris / Bruxelles, Guillaumin et Cie / Auguste Decq, 1855, 296 p., sur books.google.fr (lire en ligne), lien vers la table des matières en fin de livre.
- [Bouillet & Chassang 1878] Marie-Nicolas Bouillet  et Alexis Chassang (dir.), « Libéralisation du commerce des grains sous l'Ancien Régime » dans Dictionnaire universel d’histoire et de géographie, 1878 (lire sur Wikisource)
- [Bord 1887] Gustave Bord, Histoire du blé en France. Le pacte de famine, Paris, A. Sauton, 1887.
- [Musart 1921] Charles Musart, La Réglementation du commerce des grains en France au XVIIIe siècle : la théorie de Delamare (thèse de doctorat présentée à la faculté de droit de Montpellier), Paris, Champion, 1921, 266 p.
- [Meuvret 1956] Jean Meuvret, « Le Commerce des grains et des farines à Paris et les marchands parisiens à l'époque de Louis XIV », Revue d'histoire moderne et contemporaine, no 3,‎ 1956, p. 169-203.
- [Kaplan 1982] Steven Kaplan, Le Complot de famine, histoire d'une rumeur au XVIIIe siècle, Paris, Armand Colin, 1982, 77 p., sur _ _ _.
- [Kaplan 1986] Steven Kaplan, Le pain, le peuple et le roi, Paris, Perrin, 1986, sur _ _ _.
- [Root 1994] Hilton Root, La Construction de l’État moderne en Europe, Presses universitaires de France, 1994, chap. 4 (« Émeutes frumentaires et libre commerce des grains : retour sur l'expérience Turgot (1774-1776) »). « Émeutes frumentaires et libre commerce des grains : retour sur l’expérience Turgot (1774-1776) » (consulté le 3 mai 2020).
- Du libre commerce des céréales, Les Échos, 24 février 2011, en ligne.